# 岸信介 (指揮者)
岸 信介（きし しんすけ、1942年 - ）は、日本の合唱指揮者である。埼玉県浦和市（現・さいたま市）出身で現在は東京都品川区在住。

## 来歴
埼玉県立浦和西高等学校を経て国立音楽大学声楽科卒業。指揮法を山田一雄、和声・合唱法を増田順平に師事。日本合唱協会（日唱）に入団し、コンサートマスターを務める。
日唱退団後、日唱ジュディ（日唱の合唱講座）を担当したのを機に合唱指揮者として独立。現在24の合唱団を擁する「舫の会」の指揮者として、演奏会、コンクール、新作の委嘱初演など多方面に活動する。1998年、全日本おかあさんコーラス大会全国大会において、女声合唱団はづきを指揮し、最高賞たるグランプリを受賞。全日本合唱コンクールにおいても多数の合唱団を全国大会に導く。
現在、日本合唱指揮者協会理事、日墺文化協会会員。2003年、全日本合唱連盟副理事長に就任し、主に合唱名曲シリーズ、連盟会報ハーモニーの編集を担当。2014年、理事長に就任し現職。2019年（令和元年）秋に藍綬褒章受章。

## 人物
日唱が「ガラスのような精緻なアンサンブル」を旨としていたことから、岸の音楽は自ら述べるように「明るく透明な音色、ハーモニー、品格のある合唱を」が特徴とされる。実際、舫の会には女声合唱団や小編成合唱団が多い。また日唱が萩原英彦との縁が深かったことから、岸は合唱名曲シリーズの編集委員時代に萩原作品を多く収録した。
全日本合唱連盟で岸の二代前の理事長だった吉村信良は岸を評して「見事に無国籍。好き嫌い・食わず嫌いはその辞書にないようで、どこでも何でも付き合ってくれます。」と述べている。